# علي طعان فياض
علي طعان فياض، المعروف أيضًا باسم علي أمين، هو تاجر أسلحة لبناني المولد يحمل الجنسية الأوكرانية.

## التاريخ
في 26 مارس 2014، تم اتهام علي فياض من قبل محكمة في نيويورك بتهم تشمل "التآمر لقتل ضباط وموظفين من حاملي جنسية الولايات المتحدة"، "التآمر لشراء ونقل صواريخ مضادة للطائرات"، "التآمر لارتكاب غسيل الأموال"، "التآمر لاستيراد الكوكايين إلى الولايات المتحدة"، و"التآمر لتقديم الدعم أو الموارد لمنظمة إرهابية أجنبية".
في أبريل 2014، تم اعتقال علي فياض مع فوزي جابر وخالد المرعبي، في فندق في براغ من قبل وكلاء سريين تابعين لإدارة مكافحة المخدرات الأمريكية (DEA)، الذين كانوا يتنكرون في هيئة أفراد القوات المسلحة الثورية الكولومبية. وكان علي فياض والمتآمرون معه قد التقوا مع الوكلاء السريين في كل من غانا وبولندا في إطار عملية خداعية بعنوان "مشروع كاسندرا" استمرت عامين. وقد وافق فياض على تسليم عشرين صاروخًا من طراز 9K38 إيغلا (صواريخ مضادة للطائرات) وأربعمائة قاذفة صواريخ، مقابل 8.3 مليون دولار.

## الإفراج والموقف القانوني
في 4 فبراير 2016، أمرت محكمة بلدية براغ بالإفراج عن علي فياض بعد أن رفض وزير العدل التشيكي روبرت بيلكان السماح بتسليمه إلى الولايات المتحدة. ووفقًا لوزير الدفاع التشيكي آنذاك، مارتن ستروبنيك، تم رفض تسليمه كجزء من صفقة للإفراج عن خمسة مواطنين تشيكيين تم اختطافهم في لبنان في يوليو 2015 على يد أخ علي فياض وعناصر من حزب الله. ويُعتقد أن الحكومة الأمريكية لم تمارس ضغوطًا جدية على الحكومة التشيكية لتسليم علي فياض بسبب رغبتها في تحقيق خطة العمل الشاملة المشتركة.
ويعيش علي فياض حاليًا في لبنان تحت حماية حزب الله.